# Décès en mai 2020
Décès
- 2016
- 2017
- 2018
- 2019
- 2020
- 2021
- 2022
- 2023
- 2024

Pour une information complémentaire, voir la page d'aide.

| Date              | Nom                          | Activités | Âge   | Source |
| ----------------- | ---------------------------- | --- | ----- | ------ |
| 1er mai           | Else Blangsted               | Monteuse de musique américaine.                                                                                         | 99    | (en)   |
| 1er mai           | Chung Hae-won                | Footballeur sud-coréen.                                                                                                 | 60    | (ko)   |
| 1er mai           | Michel Duboille              | Céiste français. | 95    |        |
| 1er mai           | Lajoš Engler                 | Basketteur yougoslave puis serbe.                                                                                       | 91    | (sr)   |
| 1er mai           | Shady Habash                 | Réalisateur et photographe égyptien.                                                                                    | 24    | (en)   |
| 1er mai           | Christophe Keckeis           | Militaire suisse. | 75    | (de)   |
| 1er mai           | Augustine Mahiga             | Diplomate tanzanien. | 74    | (en)   |
| 1er mai           | Francis Megahy               | Réalisateur britannique.                                                                                                | 85    | (en)   |
| 1er mai           | Philippe Meyer               | Médecin, professeur d'université et physiologiste français.                                                             | 86    |        |
| 1er mai           | Antonina Ryzhova             | Volleyeuse soviétique puis russe, médaillée d'argent aux Jeux olympiques d'été de 1964.                                 | 85    | (ru)   |
| 1er mai           | Nancy Stark Smith            | Danseuse américaine. | 68    | (de)   |
| 1er mai           | Simon Schenk                 | Homme politique suisse.                                                                                                 | 73    |        |
| 1er mai           | Tun Tin                      | Homme politique birman.                                                                                                 | 99    | (my)   |
| 1er mai           | Geórgios Zaïmis              | Skipper grec, champion olympique aux Jeux olympiques d'été de 1960.                                                     | 82    | (el)   |
| 2 mai             | Richie Cole                  | Musicien de jazz et saxophoniste américain.                                                                             | 72    | (en)   |
| 2 mai             | Maurice Dayan                | Psychanalyste français.                                                                                                 | 85    |        |
| 2 mai             | Idir                         | Chanteur, auteur-compositeur-interprète et musicien algérien.                                                           | 70    |        |
| 2 mai             | George B. Kauffman           | Chimiste américain. | 89    | (en)   |
| 2 mai             | Cheikh Mwijo                 | Musicien, auteur-compositeur marocain.                                                                                  | 82/83 |        |
| 2 mai             | Gilbert Sigrist              | Pianiste français. | 82    |        |
| 2 mai             | Jan-Olof Strandberg          | Acteur suédois. | 93    | (se)   |
| 3 mai             | Mohamed Ben Omar             | Homme politique nigérien.                                                                                               | 55    |        |
| 3 mai             | Rosalind Elias               | Mezzo-soprano américaine.                                                                                               | 90    | (en)   |
| 3 mai             | John Ericson                 | Acteur américain. | 93    | (en)   |
| 3 mai             | Tendol Gyalzur               | Humanitaire tibéto-suisse.                                                                                              | 68    |        |
| 3 mai             | Dave Greenfield              | Claviériste britannique du groupe The Stranglers.                                                                       | 71    |        |
| 3 mai             | Selma Huxley                 | Historienne et géographe canadienne.                                                                                    | 93    | (en)   |
| 3 mai             | Pavle Jovanovic              | Bobeur américain. | 43    | (en)   |
| 3 mai             | Louceny Fofana               | Homme politique guinéen.                                                                                                | ?     |        |
| 3 mai             | Yannis Hugh Seiradakis       | Astronome grec. | 72    | (el)   |
| 4 mai             | Aldir Blanc                  | Psychiatre puis compositeur et scénariste brésilien.                                                                    | 73    | (en)   |
| 4 mai             | Jean Erdman Campbell         | Danseuse et chorégraphe américaine.                                                                                     | 104   | (en)   |
| 4 mai             | Abdelkader Lamoudi           | Militaire algérien. | 94/95 | (ar)   |
| 4 mai             | Michael McClure              | Écrivain, poète, essayiste et dramaturge américain.                                                                     | 87    | (en)   |
| 4 mai             | Lorne Munroe                 | Violoncelliste américain.                                                                                               | 95    | (en)   |
| 4 mai             | Don Shula                    | Joueur puis entraîneur de foot U.S. américain.                                                                          | 90    | (en)   |
| 4 mai             | Alan Sutherland              | Joueur de rugby à XV néo-zélandais.                                                                                     | 76    | (en)   |
| 4 mai             | Álvaro Teherán               | Basketteur colombien.                                                                                                   | 54    | (en)   |
| 4 mai             | Froilan Tenorio              | Homme politique américain.                                                                                              | 80    | (en)   |
| 4 mai             | Dragan Vučić                 | Chanteur macédonien. | 65    | (bs)   |
| 5 mai             | Sergueï Adian                | Mathématicien soviétique puis russe.                                                                                    | 89    | (ru)   |
| 5 mai             | Johanna Bassani              | Skieuse de nordique autrichienne.                                                                                       | 18    | (de)   |
| 5 mai             | Stéphane Dupont              | Animateur de radio belge.                                                                                               | 70    |        |
| 5 mai             | Jan Halvarsson               | Fondeur suédois, médaillé d'argent aux Jeux olympiques d'hiver de 1968.                                                 | 77    | (en)   |
| 5 mai             | Diran Manoukian              | Hockeyeur sur gazon international français.                                                                             | 101   |        |
| 5 mai             | Paulette Sarcey              | Résistante française.                                                                                                   | 96    |        |
| 5 mai             | Millie Small                 | Chanteuse jamaïcaine.                                                                                                   | 73    | (fr)   |
| 5 mai             | James Denis Summers-Smith    | Ornithologue britannique.                                                                                               | 99    | (en)   |
| 6 mai             | Hamid Bernaoui               | Footballeur algérien.                                                                                                   | 82    |        |
| 6 mai             | Brian Howe                   | Chanteur britannique.                                                                                                   | 66    |        |
| 6 mai             | Jean Le Dû                   | Lexicographe français.                                                                                                  | 82    |        |
| 6 mai             | Alfonso Rangel Guerra        | avocat, écrivain, universitaire, essayiste, traducteur et fonctionnaire mexicain.                                       | 91    | (es)   |
| 6 mai             | Chrystelle Trump Bond        | Danseuse, chorégraphe, historienne de la danse et auteure américaine.                                                   | 82    | (en)   |
| 7 mai             | Jon Edward Ahlquist          | Biologiste évolutionniste et ornithologue américain.                                                                    | 75    | (en)   |
| 7 mai             | Maria Teresa Beccari         | Femme politique saintmarinaise.                                                                                         | 69    | (it)   |
| 7 mai             | Steven Blackmore             | Joueur de rugby à XV gallois.                                                                                           | 58    | (en)   |
| 7 mai             | Daniel Cauchy                | Acteur français. | 90    |        |
| 7 mai             | Francesco De Feo             | Scénariste et réalisateur italien.                                                                                      | 99    |        |
| 7 mai             | Peque Gallaga                | Réalisateur philippin.                                                                                                  | 76    | (en)   |
| 7 mai             | İbrahim Gökçek               | Musicien turc. | 19    | (en)   |
| 7 mai             | Paul Kunitzsch               | Universitaire et arabisant allemand.                                                                                    | 89    | (de)   |
| 7 mai             | Michel de Poncins            | Essayiste et militant politique français.                                                                               | 94    |        |
| 7 mai             | Maks Velo                    | Architecte et peintre albanais.                                                                                         | 84    | (en)   |
| 8 mai             | Tomás Carlovich              | Footballeur puis entraîneur argentin.                                                                                   | 74    | (es)   |
| 8 mai             | Georges Domercq              | Arbitre français de rugby à XV.                                                                                         | 89    |        |
| 8 mai             | Vicente André Gomes          | Médecin et Homme politique brésilien.                                                                                   | 68    | (pt)   |
| 8 mai             | Andre Harrell                | Rappeur et homme d'affaires américain.                                                                                  | 59    | (en)   |
| 8 mai             | Roy Horn                     | Magicien-illusionniste et dompteur germano-américain.                                                                   | 75    |        |
| 8 mai             | Dimítrios Kremastinós        | Homme politique grec.                                                                                                   | 78    | (el)   |
| 8 mai             | Thomas Oden Lambdin          | Linguiste et égyptologue américain.                                                                                     | 92    | (en)   |
| 8 mai             | Richard Lefrançois           | Sociologue canadien. | 75    |        |
| 8 mai             | Byron Mallott                | Homme politique américain.                                                                                              | 77    | (en)   |
| 8 mai             | Cécile Rol-Tanguy            | Résistante française.                                                                                                   | 101   |        |
| 8 mai             | Thérence Sinunguruza         | Homme politique et diplomate burundais.                                                                                 | 60    |        |
| 9 mai             | Robert Bru                   | Entraîneur français de rugby à XV.                                                                                      | 89    |        |
| 9 mai             | Marcelle Geber               | Pédopsychiatre française.                                                                                               | 100   |        |
| 9 mai             | Pedro Pablo León             | Joueur de football international péruvien.                                                                              | 76    | (es)   |
| 9 mai             | Little Richard               | Pianiste, auteur-compositeur-interprète et acteur américain.                                                            | 87    |        |
| 9 mai             | Kristina Lugn                | Poétesse et dramaturge suédoise.                                                                                        | 71    | (se)   |
| 9 mai             | Johnny McCarthy              | Basketteur américain.                                                                                                   | 86    | (en)   |
| 9 mai             | Abraham Palatnik             | Artiste brésilien. | 92    | (pt)   |
| 9 mai             | Jorma Rissanen               | Informaticien et chercheur finlandais.                                                                                  | 87    | (fi)   |
| 9 mai             | Livia Thür                   | Sociologue et économiste canadienne.                                                                                    | 91    | (en)   |
| 10 mai            | Trivo Inđić                  | Avocat et homme politique yougoslave puis serbe.                                                                        | 82    | (sr)   |
| 10 mai            | Achille Lerche               | Aviateur français. | 88    |        |
| 10 mai            | José López Calo              | Musicologue espagnol.                                                                                                   | 98    | (es)   |
| 10 mai            | Sérgio Sant'Anna             | Écrivain et acteur brésilien.                                                                                           | 78    | (pt)   |
| 10 mai            | Barbara Sher                 | Conférencière, essayiste et écrivaine canado-américano-allemande.                                                       | 84    | (de)   |
| 10 mai            | Betty Wright                 | Chanteuse américaine.                                                                                                   | 66    |        |
| 11 mai            | Ico Aguilar                  | Footballeur international espagnol devenu entraîneur.                                                                   | 71    | (es)   |
| 11 mai            | Serena Bennato               | Comédienne italienne.                                                                                                   | 73    | (it)   |
| 11 mai            | Terry Erwin                  | Entomologiste américain.                                                                                                | 79    | (en)   |
| 11 mai            | Hutton Gibson                | Écrivain américain. | 101   | (en)   |
| 11 mai            | Moon Martin                  | Auteur-compositeur-interprète américain.                                                                                | 69    |        |
| 11 mai            | Jean Nichol                  | Chanteur et parolier canadien.                                                                                          | 75    |        |
| 11 mai            | Albert One                   | Chanteur italien. | 64    | (it)   |
| 11 mai            | Roland Povinelli             | Homme politique français.                                                                                               | 78    |        |
| 11 mai            | Jerry Stiller                | Acteur, humoriste et scénariste américain.                                                                              | 92    |        |
| 12 mai            | Aloa Javis                   | Artiste, musicien, auteur-compositeur, chanteur et producteur camerounais.                                              | 70    |        |
| 12 mai            | Renée Claude                 | Chanteuse et actrice canadienne.                                                                                        | 80    |        |
| 12 mai            | Henriette Conté              | Première dame guinéenne (1984-2008).                                                                                    |       |        |
| 12 mai            | Renato Corti                 | Cardinal italien. | 84    |        |
| 12 mai            | Sisavath Keobounphanh        | Homme politique laotien.                                                                                                | 92    | (en)   |
| 12 mai            | Astrid Kirchherr             | Photographe allemande.                                                                                                  | 81    | (de)   |
| 12 mai            | George Mikell                | Acteur et écrivain australien.                                                                                          | 91    |        |
| 12 mai            | Michel Piccoli               | Acteur français. | 94    |        |
| 12 mai            | Philippe Redon               | Footballeur puis entraîneur français.                                                                                   | 69    |        |
| 12 mai            | Edin Sprečo                  | Footballeur yougoslave puis bosnien.                                                                                    | 73    | (bs)   |
| 12 mai            | Aimee Stephens               | Militante des droits des personnes trans américaine.                                                                    | 59    | (en)   |
| 12 mai            | Ernest Vinberg               | Mathématicien soviétique puis russe.                                                                                    | 82    | (ru)   |
| 12 mai            | Max Wechsler                 | Peintre français. | 94    |        |
| 13 mai            | Gabriel Bacquier             | Artiste lyrique français.                                                                                               | 95    |        |
| 13 mai            | Bernard Blas                 | Homme d'affaires français.                                                                                              | 94    |        |
| 13 mai            | André Bricout                | Homme d'affaires et industriel belge.                                                                                   | 80    |        |
| 13 mai            | Gérard Dionne                | Prélat catholique canadien.                                                                                             | 100   |        |
| 13 mai            | Denis Grisel                 | Archiviste et historien français.                                                                                       | 73    |        |
| 13 mai            | Rolf Hochhuth                | Écrivain et dramaturge allemand.                                                                                        | 89    | (de)   |
| 13 mai            | Riad Ismat                   | Critique, narrateur, écrivain de théâtre, homme politique et diplomate syrien.                                          | 72    | (ar)   |
| 13 mai            | Chedli Klibi                 | Homme politique tunisien et ancien secrétaire-général de la Ligue arabe.                                                | 94    |        |
| 13 mai            | Cherif Labidi                | Acteur tunisien. | 86    |        |
| 13 mai            | Clive Limpkin                | Photojournaliste et écrivain britannique.                                                                               | 82    | (en)   |
| 14 mai            | Anisuzzaman                  | Universitaire bangladais                                                                                                | 83    | (en)   |
| 14 mai            | Guido Cerniglia              | Acteur italien. | 81    |        |
| 14 mai            | Françoise Chatelin           | Mathématicienne et professeure française.                                                                               | 78    |        |
| 14 mai            | Dalila Ennadre               | Réalisatrice marocaine.                                                                                                 | 53    |        |
| 14 mai            | Phyllis George               | Femme d'affaires et actrice américaine.                                                                                 | 70    | (en)   |
| 14 mai            | Attila Ladinszky             | Footballeur hongrois.                                                                                                   | 70    | (de)   |
| 14 mai            | Ronald Ludington             | Patineur artistique américain, médaillé de bronze aux Jeux olympiques d'hiver de 1960.                                  | 85    | (en)   |
| 14 mai            | Jorge Santana                | Guitariste mexicano-américain.                                                                                          | 68    | (en)   |
| 14 mai            | Michel Souplet               | Homme politique français.                                                                                               | 91    |        |
| 14 mai            | Jim Tucker                   | Joueur de basket-ball américain.                                                                                        | 87    | (en)   |
| 15 mai            | Ezio Bosso                   | Compositeur et chef d'orchestre italien.                                                                                | 48    | (it)   |
| 15 mai            | Émile Chaline                | Résistant français. | 98    |        |
| 15 mai            | Juan Genovés                 | Peintre et graphiste espagnol.                                                                                          | 89    | (es)   |
| 15 mai            | Phil May                     | Chanteur britannique, membre des Pretty Things.                                                                         | 75    | (en)   |
| 15 mai            | Dieudonné Monthé             | Homme politique camerounais.                                                                                            | ?     |        |
| 15 mai            | Franco Nenci                 | Boxeur italien, médaillé d'argent aux Jeux olympiques d'été de 1956.                                                    | 85    | (it)   |
| 15 mai            | Olga Savary                  | Écrivaine, poétesse et traductrice brésilienne.                                                                         | 86    | (pt)   |
| 15 mai            | Fred Willard                 | Acteur américain. | 86    | (en)   |
| 16 mai            | Julio Anguita                | Homme politique espagnol.                                                                                               | 78    | (es)   |
| 16 mai            | Henri Belena                 | Cycliste sur route franco-espagnol.                                                                                     | 79    |        |
| 16 mai            | Gerard Brady                 | Homme politique irlandais.                                                                                              | 83    | (en)   |
| 16 mai            | Jacques Crevoisier           | Footballeur puis entraîneur et consultant TV français.                                                                  | 72    |        |
| 16 mai            | Ndifor Afanwi Franklin       | Pasteur évangélique pentecôtiste et homme politique camerounais.                                                        | 39    |        |
| 16 mai            | René Moreu                   | Peintre et illustrateur français.                                                                                       | 99    |        |
| 16 mai            | Lynn Shelton                 | Réalisatrice américaine.                                                                                                | 54    | (en)   |
| 16 mai            | Fernand Turcotte             | Pneumologue canadien.                                                                                                   | ?     |        |
| 16 mai            | Nanda Vigo                   | Architecte et designeuse italienne.                                                                                     | 83    |        |
| 17 mai            | Koukou Chanska               | Critique de théâtre, poétesse, écrivaine et auteure franco-polonaise.                                                   | 87    | (pl)   |
| 17 mai            | Shad Gaspard                 | Catcheur américain. | 39    |        |
| 17 mai            | Aleksandra Kornhauser Frazer | Chimiste yougoslave puis slovène.                                                                                       | 93    | (sl)   |
| 17 mai            | Tatjana Lematschko           | Grand maître international féminin d'échecs helvético-bulgare.                                                          | 72    | (de)   |
| 17 mai            | Monique Mercure              | Actrice canadienne. | 89    |        |
| 17 mai            | Lucky Peterson               | Guitariste, organiste et chanteur de blues américain.                                                                   | 55    | (en)   |
| 17 mai            | Peter Thomas                 | Compositeur allemand.                                                                                                   | 94    |        |
| 18 mai            | Marko Elsner                 | Footballeur yougoslave puis slovène, médaillé de bronze aux Jeux olympiques d'été de 1984.                              | 60    |        |
| 18 mai            | Ken Osmond                   | Acteur américain. | 76    |        |
| 18 mai            | John Poole                   | Organiste et chef de chœur britannique.                                                                                 | 86    | (en)   |
| 18 mai            | Michelle Rossignol           | Actrice canadienne. | 80    |        |
| 18 mai            | Susan Rothenberg             | Peintre américaine. | 75    |        |
| 18 mai            | James Sherwood               | Homme d'affaires américain.                                                                                             | 86    | (en)   |
| 19 mai            | Richard Anuszkiewicz         | Peintre et sculpteur américain.                                                                                         | 89    | (en)   |
| 19 mai            | Annie Glenn                  | Militante américaine.                                                                                                   | 100   | (en)   |
| 19 mai            | Pembroke J. Herring          | Monteur et producteur américain.                                                                                        | 90    |        |
| 19 mai            | Salah Stétié                 | Écrivain et diplomate libanais.                                                                                         | 90    |        |
| 19 mai            | Norman G. Thomas             | Astronome américain. | 90    | (en)   |
| 19 mai            | Jon Whiteley                 | Acteur britannique. | 75    | (en)   |
| 19 mai            | Ravi Zacharias               | Écrivain et théologien américain.                                                                                       | 74    | (en)   |
| 20 mai            | Emma Amos                    | Artiste peintre et graveuse afro-américaine.                                                                            | 83    | (en)   |
| 20 mai            | Hortensia                    | Auteure-compositrice-interprète de musique traditionnelle créole française.                                             | 89    |        |
| 20 mai            | Philippe Kailhenn            | Illustrateur et dessinateur de bande dessinée français.                                                                 | 88    |        |
| 20 mai            | Simone Landry                | Actrice française. | 94    |        |
| 20 mai            | Jean-Claude Laureux          | Ingénieur du son et réalisateur français.                                                                               | 80    |        |
| 20 mai            | Wilbur MacDonald             | Homme politique canadien.                                                                                               | 86    | (en)   |
| 20 mai            | Margaret Maughan             | Nageuse et archère handisport britannique, triple championne paralympique et médaillée d'argent aux Jeux paralympiques. | 91    | (en)   |
| 20 mai            | Adolfo Nicolás               | Prêtre jésuite espagnol.                                                                                                | 84    | (es)   |
| 20 mai            | Georg Pfeffer                | Ethnologue allemand. | 77    | (de)   |
| 20 mai            | Yela Loffredo                | Sculptrice équatorienne.                                                                                                | 95    | (es)   |
| 20 mai            | Gemma Salem                  | Écrivaine suisse. | 76    |        |
| 20 mai            | Jean Saurel                  | Professeur d'université français.                                                                                       | 95    |        |
| 20 mai            | Dan Simkovitch               | Actrice française. | 66    |        |
| 20 mai            | Gianfranco Terenzi           | Homme d'État saint-marinais.                                                                                            | 79    | (it)   |
| 20 mai            | Surapong Tovichakchaikul     | Homme politique thaïlandais.                                                                                            | 67    | (en)   |
| 21 mai            | Romina Ashrafi               | Adolescente iranienne.                                                                                                  | 13    | (en)   |
| 21 mai            | Georges Boussignac           | Médecin anesthésiste-réanimateur français.                                                                              | 76    |        |
| 21 mai            | Vincenzo Cappelletti         | Philosophe et historien des sciences italien.                                                                           | 89    | (it)   |
| 21 mai            | Aleksandr Guerassimov        | Joueur soviétique de hockey sur glace, champion aux Jeux olympiques d'hiver de 1984.                                    | 61    | (en)   |
| 21 mai            | Freddy Michalski             | Traducteur français. | 73    |        |
| 21 mai            | Kikuhata Mokuma              | Peintre japonais. | 85    | (ja)   |
| 21 mai            | Roberto Moya                 | Athlète de lancer de disque cubain puis espagnol.                                                                       | 55    | (es)   |
| 21 mai            | David Pawson                 | Chapelain, écrivain et ministre du culte britannique.                                                                   | 90    | (en)   |
| 21 mai            | Stephan Plottès              | Auteur de bande dessinée belge.                                                                                         | 53    |        |
| 21 mai            | Gerhard Strack               | Footballeur allemand.                                                                                                   | 64    | (de)   |
| 21 mai            | Oliver Williamson            | Économiste américain.                                                                                                   | 87    | (en)   |
| 22 mai            | Zara Abid                    | Mannequin et actrice pakistanaise.                                                                                      | 28    | (it)   |
| 22 mai            | André Cartier                | Acteur canadien. | 74    |        |
| 22 mai            | Ashley Cooper                | Tennisman australien.                                                                                                   | 83    | (en)   |
| 22 mai            | Denise Cronenberg            | Costumière canadienne.                                                                                                  | 81    | (en)   |
| 22 mai            | Thieri Foulc                 | Écrivain et artiste français.                                                                                           | 77    |        |
| 22 mai            | Francine Holley              | Peintre belge. | 100   |        |
| 22 mai            | Mory Kanté                   | Chanteur et musicien guinéen.                                                                                           | 70    |        |
| 22 mai            | Anatoliy Matviienko          | Homme politique soviétique puis ukrainien.                                                                              | 67    | (en)   |
| 22 mai            | Albert Memmi                 | Écrivain français. | 99    |        |
| 22 mai            | Miljan Mrdaković             | Footballeur serbe. | 38    | (sr)   |
| 22 mai            | Luigi Simoni                 | Footballeur, entraîneur et dirigeant sportif italien.                                                                   | 81    |        |
| 22 mai            | Jerry Sloan                  | Basketteur puis entraîneur américain.                                                                                   | 78    | (en)   |
| 23 mai            | Alberto Alesina              | Économiste italien. | 63    | (it)   |
| 23 mai            | Jean-Jacques Dupeyroux       | Professeur de droit français.                                                                                           | 90    |        |
| 23 mai            | John Eden                    | Homme politique britannique.                                                                                            | 94    | (en)   |
| 23 mai            | Hana Kimura                  | Catcheuse japonaise. | 22    | (en)   |
| 23 mai            | Fabrice Lepaul               | Footballeur français.                                                                                                   | 43    |        |
| 23 mai            | Joachim Lilla                | Historien et archiviste allemand.                                                                                       | 69    | (de)   |
| 23 mai            | Gerald Muirhead              | Fermier et homme politique canadien                                                                                     | 89    | (en)   |
| 23 mai            | Hal Stone                    | Psychologue et psychothérapeute américain.                                                                              | 92    | (en)   |
| 23 mai            | Simone Turck                 | Actrice et metteur en scène française.                                                                                  | 96    |        |
| 23 mai            | Maria Velho da Costa         | Écrivaine portugaise.                                                                                                   | 81    |        |
| 24 mai            | Jimmy Cobb                   | Batteur de jazz américain.                                                                                              | 91    | (en)   |
| 24 mai            | Jean-Loup Dabadie            | Scénariste, parolier, journaliste, romancier et académicien français.                                                   | 81    |        |
| 24 mai            | Arthur Dehaine               | Homme politique français.                                                                                               | 87    |        |
| 24 mai            | José Roberto Figueroa        | Footballeur international hondurien.                                                                                    | 60    | (es)   |
| 24 mai            | Raymond Gurême               | Écrivain et militant français.                                                                                          | 94    |        |
| 24 mai            | Jerry F. Hough               | Politologue, historien et professeur d'université américain.                                                            | 85    | (en)   |
| 24 mai            | Lily Lian                    | Chanteuse française. | 103   |        |
| 24 mai            | John Loengard                | Photographe américain.                                                                                                  | 85    | (en)   |
| 24 mai            | Anise Postel-Vinay           | Résistante française.                                                                                                   | 97    |        |
| 24 mai            | Victor Sadler                | Linguiste et espérantiste néerlandais                                                                                   | 82/83 | (eo)   |
| 24 mai            | William J. Small             | Homme d'affaires américain.                                                                                             | 93    | (en)   |
| 24 mai            | Moukar Tcholponbayev         | Homme d'État kirghiz.                                                                                                   | 70    | (en)   |
| 25 mai            | Maurice Betteridge           | Historien de l'église néo-zélandais.                                                                                    | 93    | (en)   |
| 25 mai            | Marcelino Campanal           | Footballeur international espagnol.                                                                                     | 89    |        |
| 25 mai            | Francis Dufour               | Homme politique canadien.                                                                                               | 91    |        |
| 25 mai            | Louise Feltham               | Femme politique canadienne.                                                                                             | 85    | (en)   |
| 25 mai            | George Floyd                 | Agent de sécurité américain.                                                                                            | 46    | (en)   |
| 25 mai            | Louis Gosselin               | Sculpteur et céramiste canadien.                                                                                        | 82/83 |        |
| 25 mai            | Yves Jeanneret               | Enseignant français. | 68    |        |
| 25 mai            | Jimmy Kirunda                | Footballeur international ougandais.                                                                                    | 70    | (en)   |
| 25 mai            | Renate Krößner               | Actrice allemande. | 75    | (de)   |
| 25 mai            | Marv Luster                  | Joueur américain de football canadien.                                                                                  | 82    |        |
| 25 mai            | Paolo Marzotto               | Pilote automobile italien.                                                                                              | 89    | (it)   |
| 25 mai            | Derek McNally                | Astronome britannique.                                                                                                  | 85    | (en)   |
| 25 mai            | Roland Michaud               | Photographe voyageur français.                                                                                          | 89    |        |
| 25 mai            | Balbir Singh                 | Joueur de hockey sur gazon indien, triple champion olympique (1948, 1952, 1956).                                        | 95    | (en)   |
| 25 mai            | Vadão                        | Footballeur puis entraîneur brésilien.                                                                                  | 63    | (pt)   |
| 26 mai            | Henri Baudouin               | Homme politique français.                                                                                               | 93    |        |
| 26 mai            | Miguel Artola Gallego        | Historien et intellectuel espagnol.                                                                                     | 96    | (es)   |
| 26 mai            | Samvel Gasparov              | Écrivain et réalisateur soviétique puis russe.                                                                          | 81    | (ru)   |
| 26 mai            | Richard Herd                 | Acteur américain. | 87    | (en)   |
| 26 mai            | Irm Hermann                  | Actrice allemande. | 77    |        |
| 26 mai            | Stanley Ho                   | Homme d'affaires portugais et hongkongais.                                                                              | 98    |        |
| 26 mai            | Anthony James                | Acteur américain. | 77    | (en)   |
| 26 mai            | Prahlad Jani                 | Sâdhu indien. | 90    | (en)   |
| 26 mai            | Yves Létourneau              | Acteur et commentateur sportif canadien.                                                                                | 94    |        |
| 26 mai            | Mola Njoh Litumbe            | Homme politique camerounais.                                                                                            | 93    |        |
| 26 mai            | Vladimir Lopoukhine          | Économiste, banquier d'affaires et homme politique russe.                                                               | 68    | (en)   |
| 26 mai            | Nurul Islam Manzur           | Homme politique bangladais.                                                                                             | 84    | (en)   |
| 26 mai            | Cluff Pennington             | Joueur canadien de hockey sur glace.                                                                                    | 80    | (en)   |
| 27 mai            | Bruno Galliker               | Athlète de haies suisse.                                                                                                | 88    | (de)   |
| 27 mai            | Sam Johnson                  | Homme politique américain.                                                                                              | 89    | (en)   |
| 27 mai            | Larry Kramer                 | Écrivain et scénariste américain.                                                                                       | 84    |        |
| 27 mai            | Franck Prévot                | Écrivain français. | 52    |        |
| 27 mai            | Olivier Martial Thieffin     | Animateur audiovisuel français.                                                                                         | 61    |        |
| 28 mai            | Gracia Barrios               | Artiste peintre chilienne.                                                                                              | 93    | (es)   |
| 28 mai            | Marie-Louise Belarbi         | Libraire, écrivaine éditrice franco-marocaine.                                                                          | 91    |        |
| 28 mai            | Guy Bedos                    | Humoriste et acteur français.                                                                                           | 85    |        |
| 28 mai            | David Brooks                 | Tueur en série américain.                                                                                               | 65    | (en)   |
| 28 mai            | Anna Delso                   | Militante libertaire, anarcho-syndicaliste et féministe hispano-canadienne.                                             | 97    |        |
| 28 mai            | Gustaaf De Smet              | Cycliste sur route belge.                                                                                               | 85    | (de)   |
| 28 mai            | Celine Fariala Mangaza       | Militante pour les droits des personnes handicapées congolaise.                                                         | 52    | (en)   |
| 28 mai            | Claude Goasguen              | Homme politique français.                                                                                               | 75    |        |
| 28 mai            | Claude Heater                | Chanteur américain. | 92    | (en)   |
| 28 mai            | Jean-Marie Massou            | Sculpteur, dessinateur, collagiste et compositeur français.                                                             | 70    |        |
| 28 mai            | Lennie Niehaus               | Saxophoniste de jazz et compositeur de musique de films américain.                                                      | 90    |        |
| 28 mai            | Suzanne Roquette             | Actrice allemande. | 77    | (en)   |
| 28 mai            | Reed Scowen                  | Homme politique canadien.                                                                                               | 88    |        |
| 28 mai            | Maurice Vallier              | Acteur suisse. | 91    |        |
| 28 mai            | Bob Weighton                 | Enseignant et supercentenaire britannique.                                                                              | 112   | (ja)   |
| 29 mai            | Maurice Cadet                | Poète et écrivain haïtien.                                                                                              | 86    |        |
| 29 mai            | Walter Cahn                  | Médiéviste et historien de l'art américain.                                                                             | 86    | (en)   |
| 29 mai            | Curtis Cokes                 | Boxeur américain. | 82    | (en)   |
| 29 mai            | Doudou Diop                  | Militaire sénégalais.                                                                                                   | 84    |        |
| 29 mai            | Robert Eramouspé             | Joueur de rugby à XIII français.                                                                                        | 84    |        |
| 29 mai            | Evaldo Gouveia               | Auteur-compositeur-interprète brésilien.                                                                                | 91    | (pt)   |
| 29 mai            | Ron Johnston                 | Géographe britannique.                                                                                                  | 79    | (en)   |
| 29 mai            | Alfred Kolleritsch           | Écrivain, poète et philosophe autrichien.                                                                               | 89    | (de)   |
| 29 mai            | Bob Kulick                   | Musicien et producteur de musique américain.                                                                            | 70    | (en)   |
| 29 mai            | Leslie R. Lemon              | Météorologue américain.                                                                                                 | 73    | (en)   |
| 29 mai            | Jerzy Pilch                  | Romancier et dramaturge polonais.                                                                                       | 67    | (pl)   |
| 29 mai            | Eric Schreurs                | Auteur de bandes dessinées néerlandais.                                                                                 | 61    | (nl)   |
| 29 mai            | Susie Simcock                | Dirigeante sportive néo-zélandandais.                                                                                   | 81    | (en)   |
| 29 mai            | Abderrahman Youssoufi        | Homme d'État marocain.                                                                                                  | 96    |        |
| 30 mai            | Yawovi Agboyibo              | Homme politique et avocat togolais.                                                                                     | 77    |        |
| 30 mai            | John Cole (en)               | Géographe britannique.                                                                                                  | 92    | (en)   |
| 30 mai            | Roger Decock                 | Coureur cycliste belge.                                                                                                 | 93    |        |
| 30 mai            | Elsa Dorfman                 | Photographe et portraitiste américaine.                                                                                 | 83    | (en)   |
| 30 mai            | Michel Gauthier              | Homme politique canadien.                                                                                               | 70    |        |
| 30 mai            | Józef Grzesiak               | Boxeur polonais. | 79    | (pl)   |
| 30 mai            | Mady Mesplé                  | Cantatrice française.                                                                                                   | 89    |        |
| 30 mai            | Bobby Joe Morrow             | Athlète de sprint américain, triple champion olympique aux Jeux olympiques d'été de 1956.                               | 84    | (en)   |
| 30 mai            | Edward O. Phillips           | Écrivain de roman policier canadien.                                                                                    | 88    | (en)   |
| 30 mai            | Károly Wieland               | Céiste hongrois, médaillé de bronze aux Jeux olympiques d'été de 1956.                                                  | 86    | (hu)   |
| 31 mai            | Michel Aumont                | Clarinettiste et compositeur français.                                                                                  | 62    |        |
| 31 mai            | Christo                      | Artiste américain. | 84    | (nl)   |
| 31 mai            | Norman Lamm                  | Rabbin américain. | 92    | (en)   |
| 31 mai            | Bob Northern                 | Corniste et tubiste de jazz américain.                                                                                  | 86    | (en)   |
| 31 mai            | Henri de Grandmaison         | Journaliste et écrivain français.                                                                                       | 86    |        |
| 31 mai            | Wajid Ali Khan               | Compositeur indien de musique de film.                                                                                  | 42    | (en)   |
| 31 mai            | Dan van Husen                | Acteur allemand. | 75    | (de)   |
| date indéterminée | Michel Kameni                | Photographe autodidacte camerounais                                                                                     | 84/85 |        |
| date indéterminée | Charles R. Saunders          | Écrivain américain. | 73    | (en)   |